# Aída García
Aída García García es un personaje ficticio que debutó de la serie de televisión 7 vidas, posteriormente pasando a ser la protagonista de su spin-off, Aída. Carmen Machi fue la actriz que se encargó de interpretar el papel a lo largo de ocho años en ambas series, aunque regresó como colaboración especial en 2011 y 2014 en esta última.

## Datos

### Antes de7 vidas
Vivía en el barrio Esperanza Sur, conoció a Manolo y, con solo 16 años, quedó embarazada de Soraya. Fue entonces cuando se emancipó de casa de sus padres. Una vez que ya tuvo a Lorena y a Jonathan, Aída se divorció de Manolo. Cuando su hija Soraya tuvo 16 años, también se fue de casa.

### En7 vidas
Paco Gimeno, cansado de limpiar, decidió contratar a Aída como asistenta, pero resultó que no hacía nada por los permisos que le daba Soledad Huete. Tiempo después, Gonzalo Montero, dueño del bar CasiKeNo, contrató a Aída como camarera, su primer trabajo fuera de la limpieza de hogar. Durante la tercera temporada se dejó entrever que sentía algo por Gonzalo que sin embargo no duró mucho. Trabajó durante mucho tiempo en el bar, y en ese período fue donde, irónicamente, dejó de beber y se convirtió en ex alcohólica. Aunque Mónica compró el bar, Aída siguió trabajando allí hasta que su hermano Luisma apareció en el bar para decirle que su padre estaba muy enfermo; fue entonces cuando Aída dejó de trabajar en el bar. 
En 7 vidas Aída generalmente menciona vivir en casas rentadas y que su hijo Jonathan le causa problemas, se menciona que tiene auto y una relación amor-odio con su exmarido Manolo. Tuvo una breve relación con El Frutero que tuvo que terminar porque la esposa de este le negaría ver a sus hijos. Y también se enrolló con Félix, el hijo de Sole. Dice que su papá era alcohólico y que tenían un bar "La Cárcel".
Sin embargo, al comenzar su propia serie, Aída apareció dos veces más en 7 vidas antes del final de la serie.

### Aída
Sus abuelos maternos son José María García Díaz y Asunción García Martínez; Sus bisabuelos maternos son José María García Blanco, Purificación Díaz Borrego, Sebastián García Herrero y Genara Martínez Navas. El padre de Aída muere, y le deja la casa de Esperanza Sur para vivir. Aída se muda allí junto con sus hijos Jonathan y Lorena a pesar de que su madre, Eugenia, esté en contra. Vuelve a trabajar como asistenta, aunque, con su experiencia en el CasiKeNo, puede trabajar de vez en cuando en el bar de Mauricio Colmenero, el Bar Reinols. Salió con Chema durante un tiempo, pero cortaron. Manolo volvió para llevarse a Jonathan, hecho que empujó a Aída a volver a la bebida, aunque volvió a dejarla debido a la vuelta de su hijo. Finalmente aparece su hija Soraya y su hija, Aída Padilla, para vivir en casa de Aída y esconderse de su marido. Aída accidentalmente mata al marido de Soraya e ingresa en la cárcel. Tres años después le dan la libertad condicional y tras tocarle un dinero en la lotería, decide montar su propia empresa de limpieza, pero en el local donde pretende instalarse hay unos okupas. Aída consigue echarlos haciéndose pasar por otra okupa e incitándoles a que asalten el Ayuntamiento, y cuando las autoridades descubren que fue ella la que les dijo a los okupas que hicieran eso, al ser una violación de la condicional deciden volver a encarcelarla, pero la familia de Aída se niega a que eso suceda, y entre todos hacen un plan para que Aída se fugue del país. Finalmente el plan tiene éxito y Aída se marcha a Cuba,aunque regresa en el último capítulo de la serie para estar presente en la boda de su hija Soraya haciéndose pasar por una gimnasta cubana para que las autoridades no descubran su verdadera identidad.

## Carmen Machi como Aída
El personaje que dio la popularidad Carmen Machi fue Aída. Su forma de ser, su vocabulario y gestos que recreaban a las amas de casa sufridoras fueron muy comentados entre los millones de espectadores que siguieron al personaje en 7 vidas y posteriormente en Aída. La actriz ganó varios premios entre ellos varios Tp de Oro, y un premio Ondas gracias a este papel. En el 2009 y tras muchos años en el papel, la actriz decide abandonar la serie en la sexta temporada, que a pesar de llevar el nombre del personaje sigue adelante. Los guionistas pensaron en que el personaje muriese, pero dejaron la posibilidad de que la actriz pudiese volver en algún momento, por eso Aída ingresa en la cárcel. Tras esto los personajes en la serie la recuerdan cuando hablan con ella vía conversaciones telefónicas, o diálogos entre ellos mismos. Sus hijos se refieren a ella como "la mama". Este es el único recuerdo que queda del personaje en la serie.
En 2025 volverá a interpretar al personaje con motivo de la película "Aída y vuelta" dirigida por Paco León.